# Матуреивавао

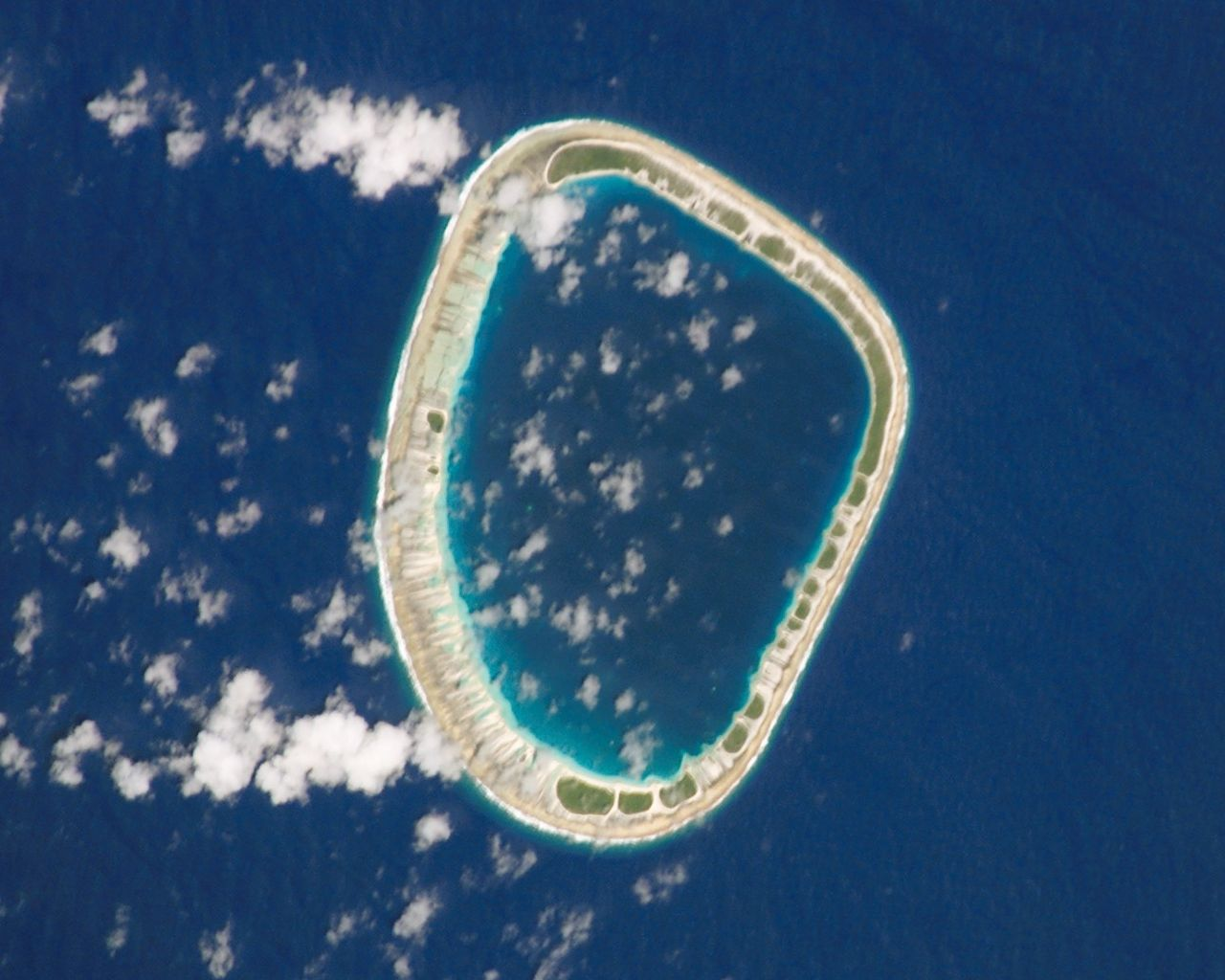
Космический снимок атолла.

Матуреивавао (фр. Matureivavao) — атолл в архипелаге Туамоту (Французская Полинезия) в группе островов Актеон.

## География
Расположен в 225 км от острова Мангарева.

## История
Атолл был открыт в 1606 году испанским мореплавателем родом из Португалии Педро Фернандесом Киросом.

## Население
В 2007 году Матуреивавао был необитаем, хотя время от времени атолл посещают жители других островов.

## Административное деление
Административно входит в состав коммуны Гамбье.